# Xantho poressa
Espèce
Xantho poressa est une espèce de crabe originaire de la mer Noire, de la mer Méditerranée et de l'Est de l'océan Atlantique. C'est l'une des quatre espèces du genre Xantho.

## Description

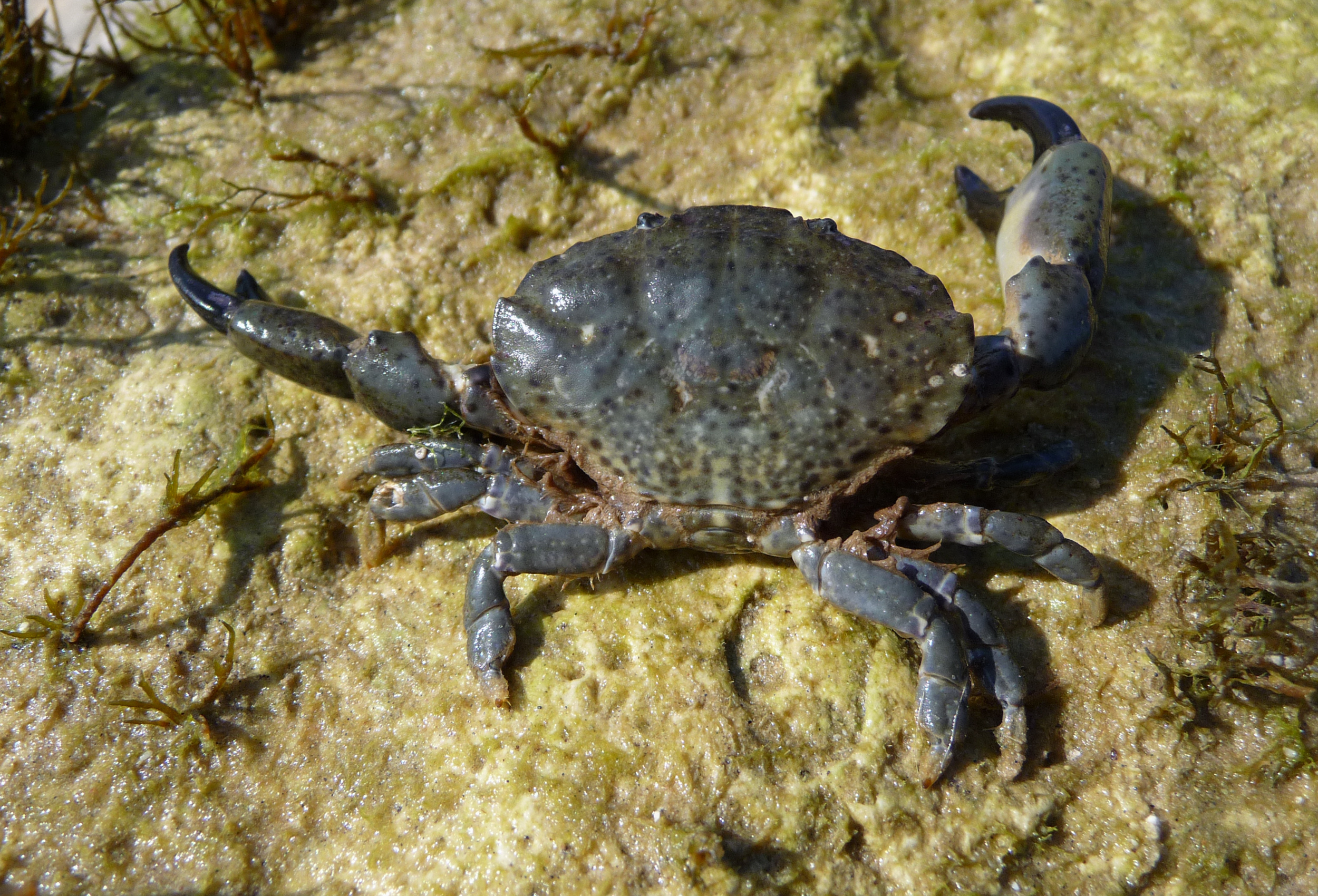
Xantho poressa de la mer Noire.

## Habitat
Les jeunes vivent dans des touffes de posidonies jusqu'à leur dernière mue, puis migrent vers le substrat rocheux le plus proche.

## Reproduction

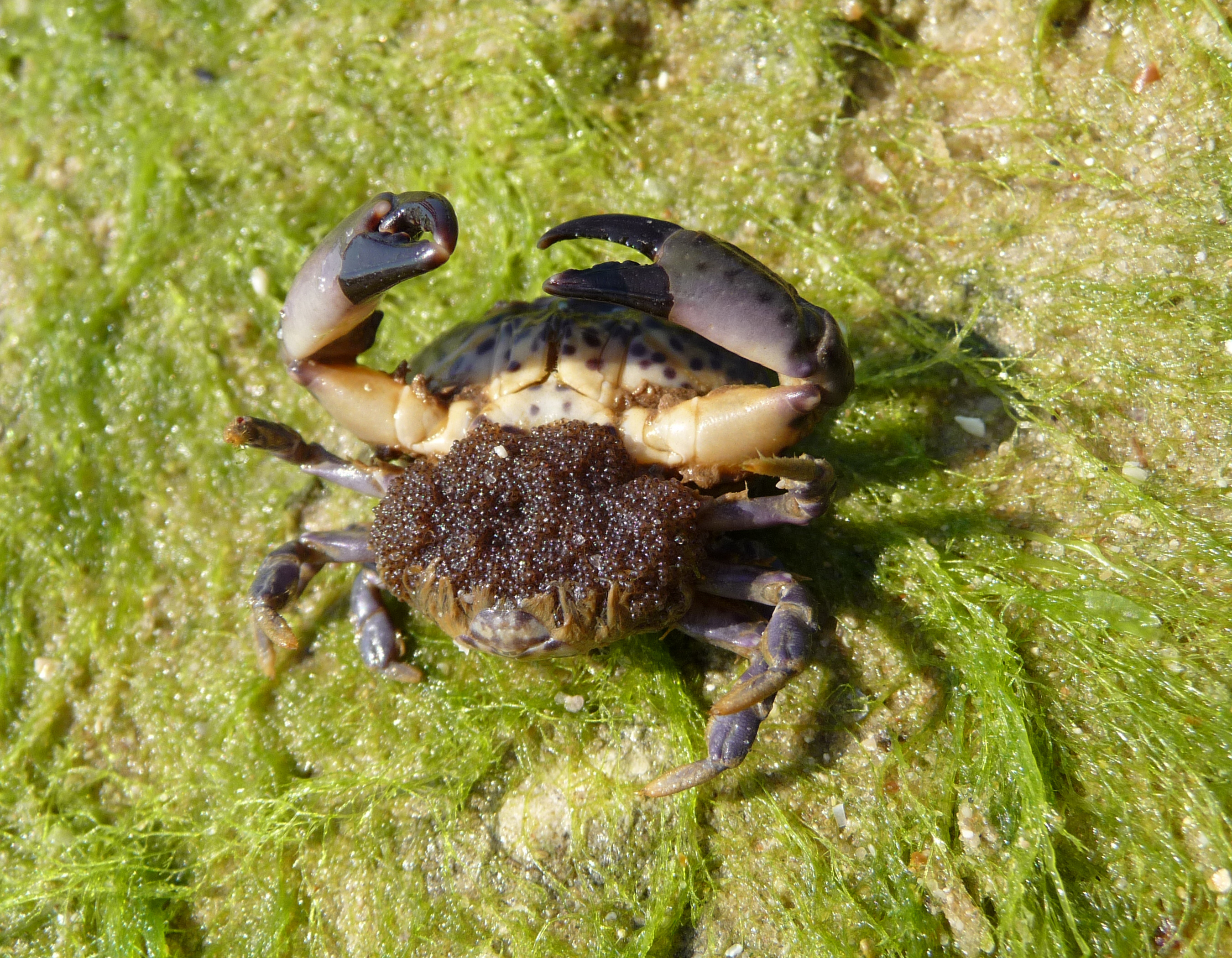
Vue ventrale d'une femelle portant ses œufs sous son abdomen.